# Valentin Paniagua
Valentín Paniagua Corazao, född 23 september 1936 i Cusco, död 16 oktober 2006 i Lima, var en peruansk politiker. Han var bland annat justitie- och kulturminister och senare också utbildningsminister (1984) under president Belaúnde. Paniagua övertog, i sin egenskap av kongressens talman, presidentämbetet i Peru år 2000 efter att dåvarande presidenten Fujimori hade fällts efter en korruptionsskandal.
Paniaguas regering hade vid tillträdet att hantera en ekonomiskt och politiskt mycket svår situation. En av hans viktigaste uppgifter var att organisera demokratiska val år 2001.
Han tillsatte i demokratisk ordning ett kabinett under ledning av Javier Pérez de Cuéllar (tidigare generalsekreterare i FN), initierade undersökningar av korruptionsanklagelserna mot Fujimoriregimen och bildade i juni 2001 också en sannings- och försoningskommission (la Comisión de la Verdad y Reconciliación).
Kommissionens uppgift var att utreda och klargöra de brott mot mänskliga rättigheterna som hade ägt rum under tiden 1980–2000 i hela Peru. I kommissionen deltog företrädare för de mänskliga rättigheterna, religiösa ledare och tidigare militärer.